# ناهيتان نانديز
ناهيتان ميشال نانديز أكوستا (Nahitan Michel Nández Acosta) لاعب كرة قدم أوروغواياني من مواليد 28 ديسمبر 1995. يلعب في خط الوسط لصالح نادي بوكا جونيورز الأرجنتيني.

## إحصائيات

### النادي
آخر تحديث 26 مارس 2018.
| النادي        | الموسم        | الدوري                        | الدوري    | الدوري  | الكأس     | الكأس   | قاريا     | قاريا   | أخرى      | أخرى    | المجموع   | المجموع |
| النادي        | الموسم        | القسم                         | المباريات | الأهداف | المباريات | الأهداف | المباريات | الأهداف | المباريات | الأهداف | المباريات | الأهداف |
| ------------- | ------------- | ----------------------------- | --------- | ------- | --------- | ------- | --------- | ------- | --------- | ------- | --------- | ------- |
| بنيارول       | 2013–14       | الدوري الأوروغواياني          | 5         | 0       | 0         | 0       | 1         | 0       | —         | 6       | 0         |         |
| بنيارول       | 2014–15       | الدوري الأوروغواياني          | 9         | 0       | 0         | 0       | —         | 1       | 0         | 10      | 0         |         |
| بنيارول       | 2015–16       | الدوري الأوروغواياني          | 27        | 1       | 0         | 0       | 6         | 0       | 1         | 0       | 34        | 1       |
| بنيارول       | 2016–17       | الدوري الأوروغواياني          | 33        | 7       | 0         | 0       | 4         | 0       | —         | 37      | 7         |         |
| بنيارول       | المجموع       | المجموع                       | 74        | 8       | 0         | 0       | 11        | 0       | 2         | 0       | 87        | 8       |
| بوكا جونيورز  | 2017–18       | دوري الدرجة الأولى الأرجنتيني | 19        | 4       | 0         | 0       | 0         | 0       | —         | 19      | 4         |         |
| المجموع الكلي | المجموع الكلي | المجموع الكلي                 | 93        | 12      | 0         | 0       | 11        | 0       | 2         | 0       | 106       | 12      |

### المنتخب
آخر تحديث 20 يونيو 2018.
| الأوروغواي | الأوروغواي | الأوروغواي |
| السنة      | المباريات  | الأهداف    |
| ---------- | ---------- | ---------- |
| 2015       | 3          | 0          |
| 2017       | 6          | 0          |
| 2018       | 5          | 0          |
| المجموع    | 14         | 0          |

## روابط خارجية
- ناهيتان نانديز على موقع الاتحاد الدولي (مؤرشف)  (الإنجليزية)
- ناهيتان نانديز على موقع قاعدة بيانات كرة القدم.إي يو (الإنجليزية)
- ناهيتان نانديز على موقع ليكيب (الفرنسية)
- ناهيتان نانديز على موقع ناشيونال فوتبول تيمز (الإنجليزية)
- ناهيتان نانديز على موقع Soccerway.com (الإنجليزية)
- ناهيتان نانديز على موقع عالم كرة القدم.نت (الإنجليزية)
- ناهيتان نانديز على موقع AS.com (الإسبانية)